# Charlier-Polynome
Die Charlier-Polynome (auch Poisson–Charlier-Polynome genannt) sind diskrete orthogonale Polynome. Sie wurden vom schwedischen Astronom Carl Charlier 1906 eingeführt. Sie sind orthogonal bezüglich der Poisson-Verteilung.

## Definition
Die Charlier-Polynome {\displaystyle C_{n}(x;\mu )} lassen sich mit Hilfe der verallgemeinerten hypergeometrischen Funktion {\displaystyle {}_{2}F_{0}(a,b;-;z)} in der Form
{\displaystyle C_{n}(x;\mu ):={}_{2}F_{0}\left({\begin{matrix}-n,-x\\-\end{matrix}}{\bigg \vert }-{\frac {1}{\mu }}\right)}
definieren. Für {\displaystyle \mu >0} sind sie orthogonal auf {\displaystyle \mathbb {N} _{0}} bezüglich der Gewichtsfunktion
{\displaystyle w(x;\mu )={\frac {\mu ^{x}}{x!}},\qquad x=0,1,2,\dots ,}
das heißt, es gilt entsprechend mit dem Skalarprodukt
{\displaystyle \langle C_{n},C_{m}\rangle :=\sum \limits _{x=0}^{\infty }C_{n}(x;\mu )C_{m}(x;\mu )w(x;\mu )={\frac {n!e^{\mu }}{\mu ^{n}}}\delta _{m,n},}
wobei {\displaystyle \delta _{m,n}} das Kronecker-Delta bezeichnet.

## Eigenschaften

### Drei-Term-Rekursion
Die Charlier-Polynome genügen folgender Drei-Term-Rekursion
{\displaystyle C_{n+1}(x;\mu )=\mu ^{-1}xC_{n}(x-1;\mu )-C_{n}(x;\mu )}
mit dem Startglied {\displaystyle C_{0}(x;\mu )=1.}

### Erzeugende Funktion
Die erzeugende Funktion ist
{\displaystyle F(x,t)=\sum \limits _{n=0}^{\infty }{\frac {1}{n!}}C_{n}(x;\mu )t^{n}=e^{-t}\left({\frac {\mu +t}{\mu }}\right)^{x}.}

### Beziehung zu den verallgemeinerten Laguerre-Polynomen
Es gilt
{\displaystyle C_{n}(x;\mu )=(-1)^{n}n!L_{n}^{(-1-x)}\left(-{\frac {1}{\mu }}\right),}
wobei {\displaystyle L_{n}^{(\alpha )}(x)} die verallgemeinerten Laguerre-Polynome sind.

### Beziehung zu den Meixner-Polynomen
Es gilt
{\displaystyle \lim \limits _{\beta \to \infty }M_{n}(x;\beta ,\mu /(\beta +\mu ))=C_{n}(x;\mu ),}
wobei {\displaystyle M_{n}(x;\beta ,c)} die Meixner-Polynome genannt werden.